# Syzygium khoonmengianum
Syzygium khoonmengianum är en myrtenväxtart som beskrevs av Peter Shaw Ashton. Syzygium khoonmengianum ingår i släktet Syzygium och familjen myrtenväxter. Inga underarter finns listade i Catalogue of Life.